# Sociotherapie
Sociotherapie is het op methodische wijze creëren van een therapeutisch woon-/ leefklimaat, met als doel een omgeving te creëren waarin mensen gedrag kunnen trainen en/of leren omgaan met hun ziekte of handicap(s). Sociotherapie wordt vooral toegepast binnen de psychiatrie, maar ook wel in de gehandicaptenzorg. Met het sociotherapeutisch team of de sociotherapie wordt bedoeld het team medewerkers die de 24-uurszorg uitvoeren. Dit zijn meestal mensen met een medische of agogische opleiding. In tegenstelling tot bijvoorbeeld verpleegkundige is sociotherapeut geen beschermde titel. Elke groepsleider mag zich sociotherapeut noemen. Maar er is niet altijd en standaard sprake van een ziekte. Veel hulpverleners bedrijven sociotherapie zonder de term te kennen. In bijvoorbeeld de zorg voor terbeschikkinggestelden en in de verslavingszorg is de term wel gemeengoed.